# William Hughes (1er baron Dinorben)
Pour les articles homonymes, voir Hughes.
William Lewis Hughes, 1er baron Dinorben (10 novembre 1767 - 10 février 1852), est propriétaire d'une mine de cuivre britannique, philanthrope et homme politique whig.

## Biographie
Il est le fils du révérend Edward Hughes, de Kinmel Hall, Denbighshire, et de Mary, fille de Robert Lewis, recteur de Trefdraeth. Mary hérite du domaine de Llysdulas à Anglesey de son oncle, dont Parys Mountain, qui devient plus tard la plus grande mine de cuivre en Europe et procure une grande richesse à la famille Hughes. Le domaine Kinmel dans le Denbighshire est acquis par le révérend Edward Hughes en 1786.
William Lewis Hughes est élu au Parlement comme député de Wallingford en 1802, un siège qu'il occupe jusqu'en 1831. La dernière année, il est élevé à la pairie en tant que baron Dinorben, de Kinmel dans le comté de Denbigh. Il est également philanthrope et fonde notamment une école gratuite pour les filles locales à Kinmel.
Lord Dinorben meurt en février 1852, à l'âge de 74 ans, et son fils cadet, William, lui succède. Celui-ci est handicapé et le titre s'éteint à sa mort prématurée seulement huit mois après. Kinmel est transmis au cousin du défunt baron, Hugh Robert Hughes, qui devient connu sous le nom de «HRH», un reflet de son grand style de vie.